# Akane Tsuchihashi
Akane Tsuchihashi –en japonés, 土橋茜子, Tsuchihashi Akane– (1986) es una deportista japonesa que compitió en triatlón. Ganó una medalla de plata en los Juegos Asiáticos de 2010, y una medalla de bronce en el Campeonato Asiático de Triatlón de 2009.

## Palmarés internacional
| Juegos Asiáticos    | Juegos Asiáticos        | Juegos Asiáticos  | Juegos Asiáticos |
| Año                 | Lugar                   | Medalla           | Prueba           |
| ------------------- | ----------------------- | ----------------- | ---------------- |
| 2010                | Cantón (China)          | Medalla de plata  | Individual       |
| Campeonato Asiático |                         |                   |                  |
| Año                 | Lugar                   | Medalla           | Prueba           |
| 2009                | Incheon (Corea del Sur) | Medalla de bronce | Individual       |